# Копанев, Василий Ильич
Василий Ильич Копанев (5 июня 1927, Кировская область — 24 июня 1992) — советский учёный-медик, специалист в области авиационной и космической медицины. Доктор медицинских наук (1970), профессор (1974), генерал-майор медицинской службы (1980). Заведовал кафедрой Военно-медицинской академии им. С. М. Кирова, член-корреспондент Российской академии космонавтики. Заслуженный деятель науки РСФСР (1990).

## Биография
Родился в многодетной крестьянской семье в дер. Малые Копани Слободского района. Брат историка Александра Ильича Копанева. После окончания в г. Слободском средней школы № 7 в 1944 году поступил в Военно-морскую медакадемию, находившуюся в годы войны в эвакуации в городе Кирове. Окончив её, в 1949—1952 гг. служил в армии как старший врач авиаполка. С 1953 года во ВМедА им. С. М. Кирова. Окончил биолого-почвенный факультет ЛГУ (1954), а также адъюнктуру при кафедре авиационной медицины ВМедА, в которой учился в 1958—1961 гг. С 1961 по 1973 год в НИИ авиационной и космической медицины, первоначально м. н. с., достиг должности начальника научно-исследовательского отдела.
В 1973—1990 гг. заведовал кафедрой авиационной и космической медицины Военно-медицинской академии им. С. М. Кирова. Под его руководством эта кафедра стала профильной для факультета подготовки врачей для ВВС. Состоял членом учёного совета ВМедА. Под его началом защищены две докторских и 26 кандидатских диссертаций. Являлся председателем проблемной комиссии «Медицинское обеспечение полетов на новых летательных аппаратах». С 1990 года в отставке. С 1991 года с. н. с. Военно-медицинского музея МО РФ. Похоронен в Санкт-Петербурге.
В 2017 году к 90-летию со дня рождения В. И. Копанева в Военно-медицинском музее организовывалась посвящённая ему выставка.
Награждён орденом «За службу Родине в Вооруженных силах СССР» III степени и медалями, в частности «50 лет Ю. А. Гагарину».
Автор более 250 научных работ, в том числе восьми монографий. Совместно с Н. М. Рудным редактор учебника «Авиационная медицина» (Л.: ВМедА, 1984. 383 с.).
- Боченков А.А., Егоров В.А., Копанев В.И., Лустин С.И. Из истории развития отечественной авиационной и космической медицины. — Л.: Наука, 1989. - 128 с.
- Избранные лекции по вопросам медицинского обеспечения полетов. Пособие под ред. заслуженного деятеля науки РСФСР проф. В. И. Копанева. СПб., ВМедА. — 1992. — 144 с.